# M/84 (камуфляж)
Камуфляж M/84 (дан. M/84 Pletsløring, дослівно — плямистий камуфляж M/84) — деформаційний військовий камуфляж, що використовувався данськими військовими з 1984 по 2018 рік, коли його було замінено на новий камуфляж M/11, що розроблено на основі шаблона MultiCam.

## Опис
Візерунок камуфляжу M/84 є похідною версією моделі камуфляжу Flecktarn B, розробленої німецькою фірмою Marquardt & Schulz. Використовуючи ті самі форми та візерунок, кількість кольорів було змінено з 5 до 3 — вибрано оливково-зелений, світло-зелений і чорний, щоб краще відповідати кольорам данського лісового середовища.
Використання плям створює ефект розмитості, який усуває жорсткі межі між різними кольорами приблизно так само, як це роблять квадрати в новітніх цифрових камуфляжних візерунках. Візерунок призначений для використання в помірній лісистій місцевості.
За допомогою зміни колірної гами шаблон камуфляжу М/84 був адаптований до «пустельного» варіанту камуфляжу пустелі, що отримав назву М/01.

## Історія

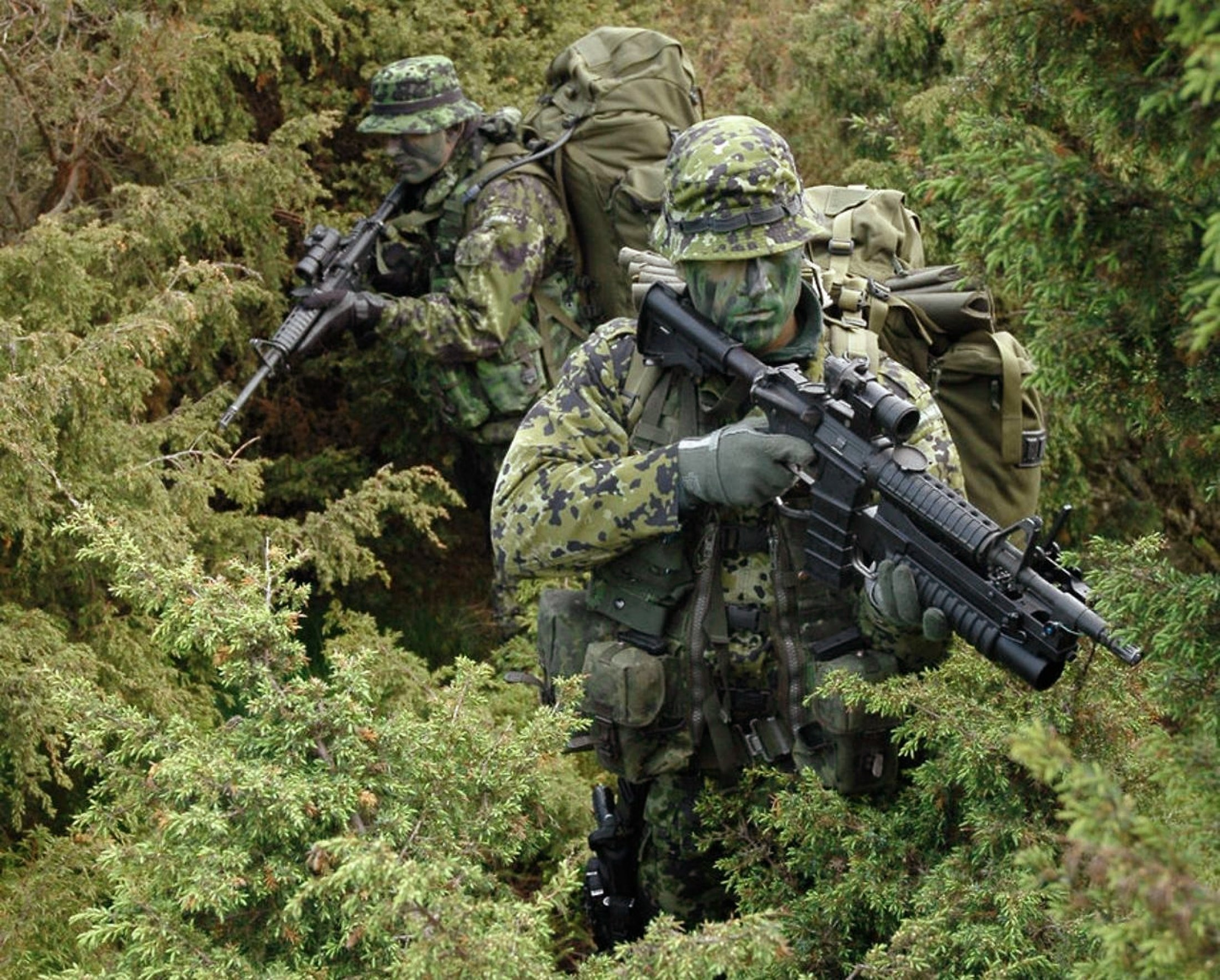
Солдати з Данської РСР у камуфляжі М/84

На початку 1970-х років Міністерство оборони Данії шукало заміну однотонний оливково-сірій бойовій формі M/58 і основою для нового багатоколірного камуфляжу було обрано німецький камуфляж Flecktarn.
У 1978 році був представлений експериментальний прототип T/78, але він так і не був прийнятий на озброєння. Врешті-решт у 1984 році був затверджений зразок, що отримав назву Model 1984 (M/84). Назва також була прийнята для уніформи, яка використовувала камуфляж. M/84 отримав широке застосування, після того, як уряд Данії передав комплекти одностроїв з цим камуфляжем країнам Балтії як військову підтримку.

### Пустельні версії Т/99 та М/01
У 1999 році під час місії ООН в Ефіопії та Еритреї члени SHIRBRIG отримали пустельну версію Т/99 . У 2001 році було випущено версію камуфляжу M/01, колірну гаму якої було дещо вдосконалено для данських військ в Афганістані.

## Заміна та сучасне використання

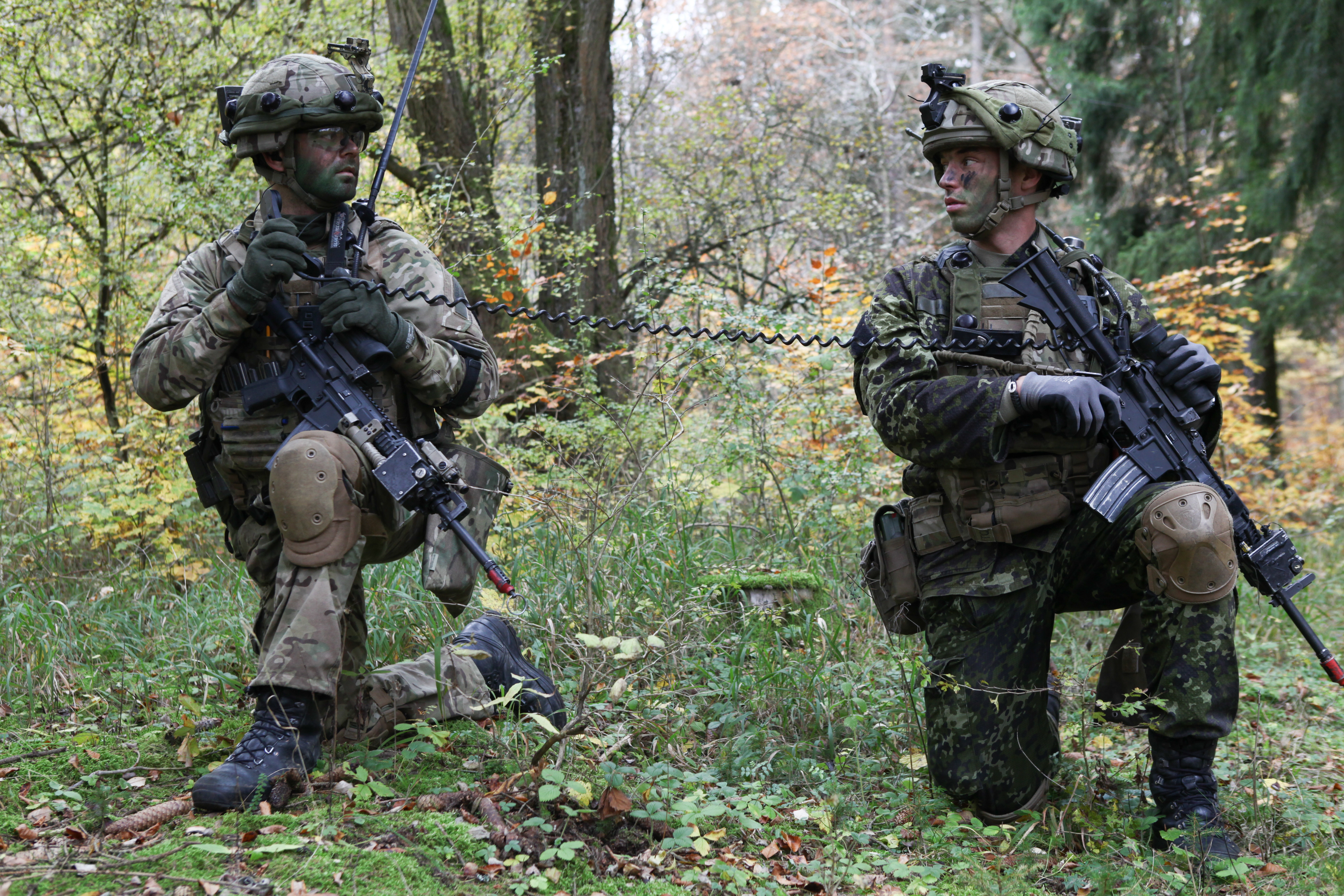
Солдати в новому камуфляжі M/11 (ліворуч) та M/84 (праворуч)

У 2012 році Міністерство оборони Данії оголосило про заміну M/84 і M/01 на новий камуфляж, розроблений на основі комерційного візерунку MultiCam, що тримав назву M/11. Прийняття M/11 дозволило також поступово відмовитися від «пустельної» версії камуфляжу M/01, що відбулося під час передачі командування між 14-м і 15-м контингентами МССБ.
В Збройних силах Данії однострої з камуфляжем M/84 були остаточно замінені на нові однострої M/11 з камуфляжем MultiCam у 2018 році. З цього часу М/84 лише обмежено використовується добровільними підрозділами Хемверн. Проте цей камуфляж має популярність серед колекціонерів та ентузіастів завдяки своїй якості та відносній рідкості. Крім того, для комерційних продажів на цивільному ринку були виготовлені урбаністична та зимові версії камуфляжу.

## Інші користувачі
- Естонія: однострої з камуфляжем M/84 було передано Естонії урядом Данії[5][6][7].
- Франція: окремі спецпідрозділи використовували зимову версію камуфляжу[13].
- Латвія: однострої з камуфляжем M/84 було передано Латвії урядом Данії[5][6][7].
- Литва: однострої з камуфляжем M/84 було передано Литві урядом Данії[5][6][7].
- Швеція: використовується підрозділом National Task Force[14].
- Туреччина: використовується бійцями підрозділу Underwater Offence Group Command[15].
- Росія: використовується власна версія камуфляжу M/84[4], яка застосовувалась під час Російсько-грузинської війни 2008 р.[16].

## Варіанти камуфляжу

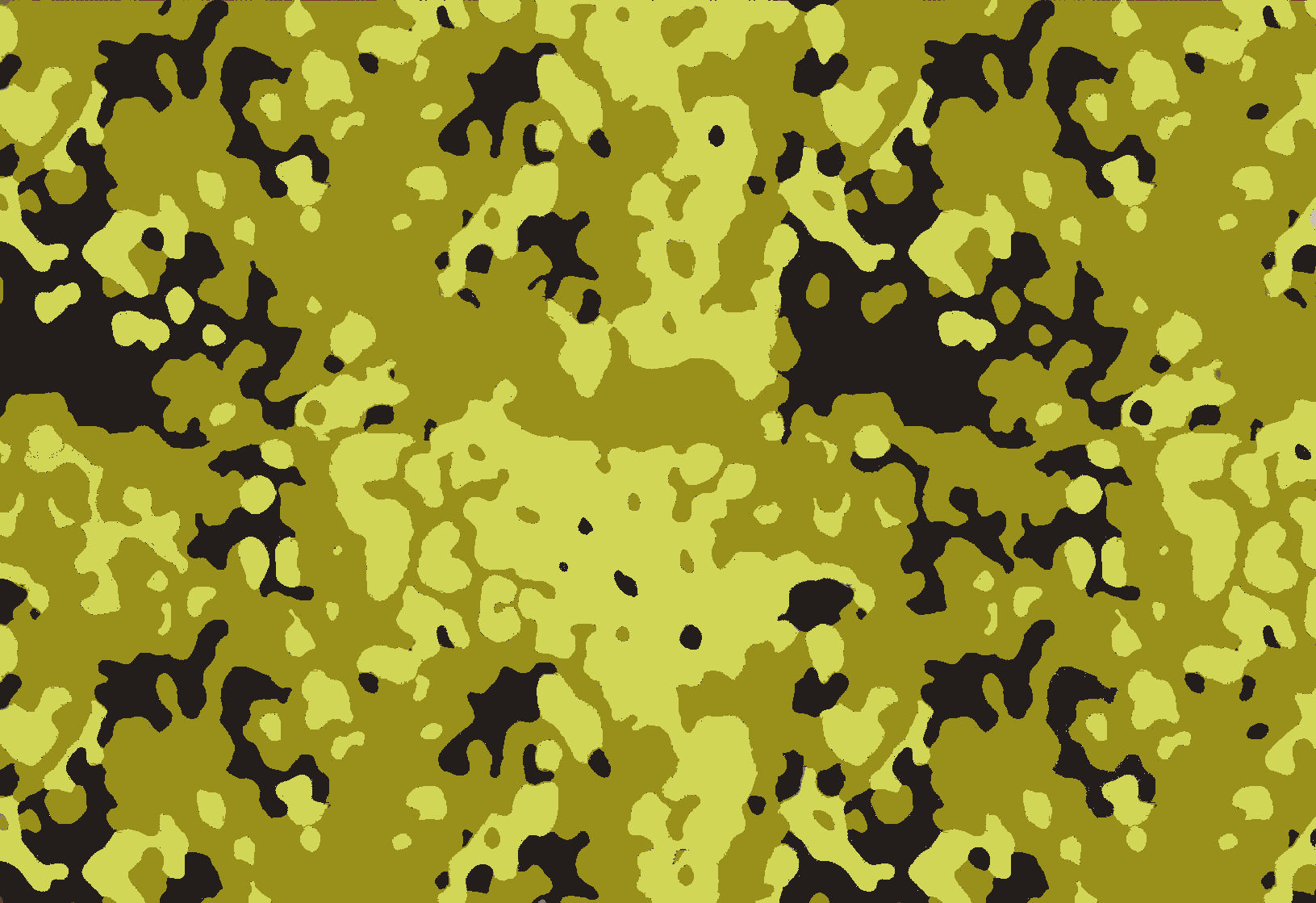
Прототип T/78
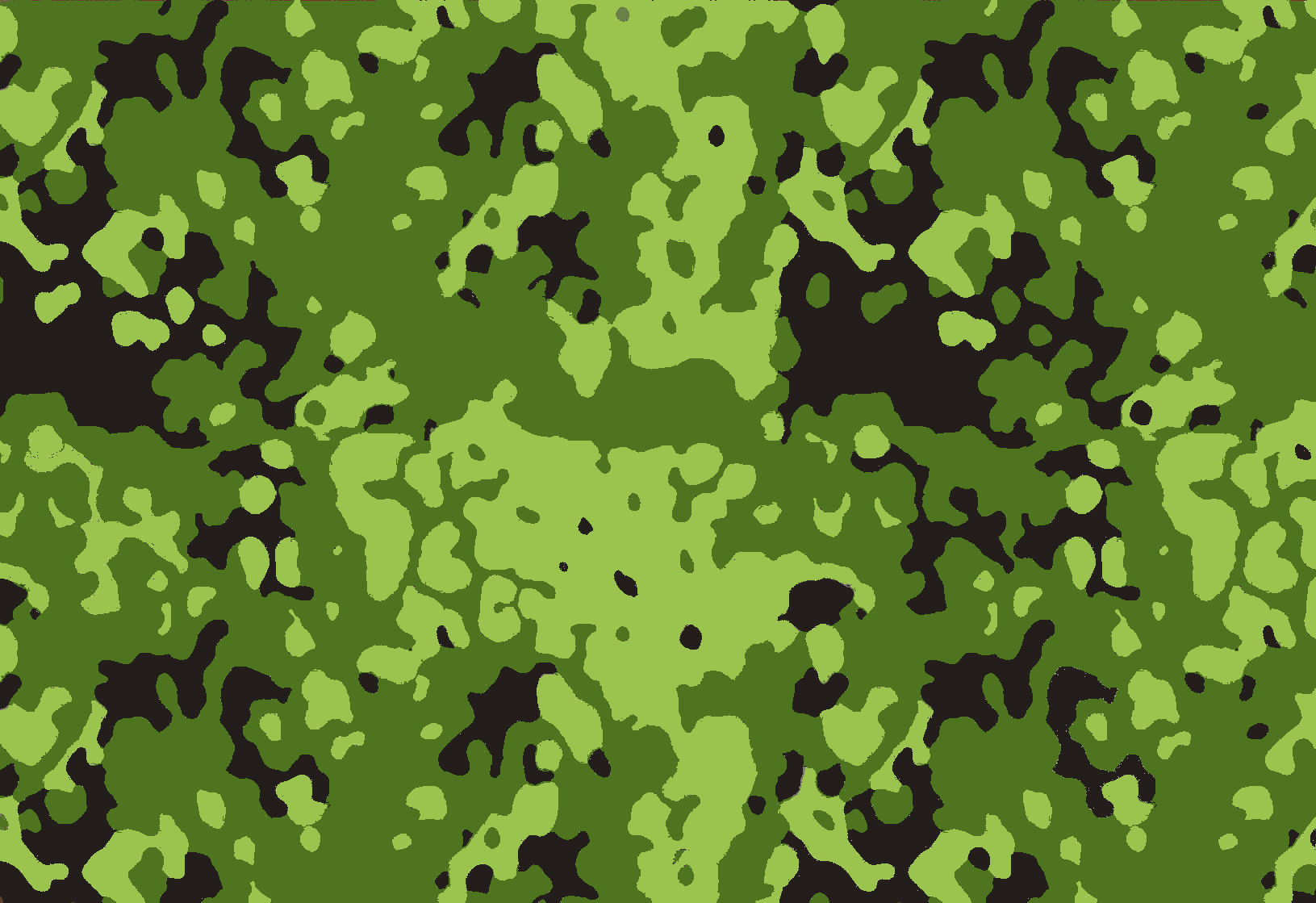
M/84
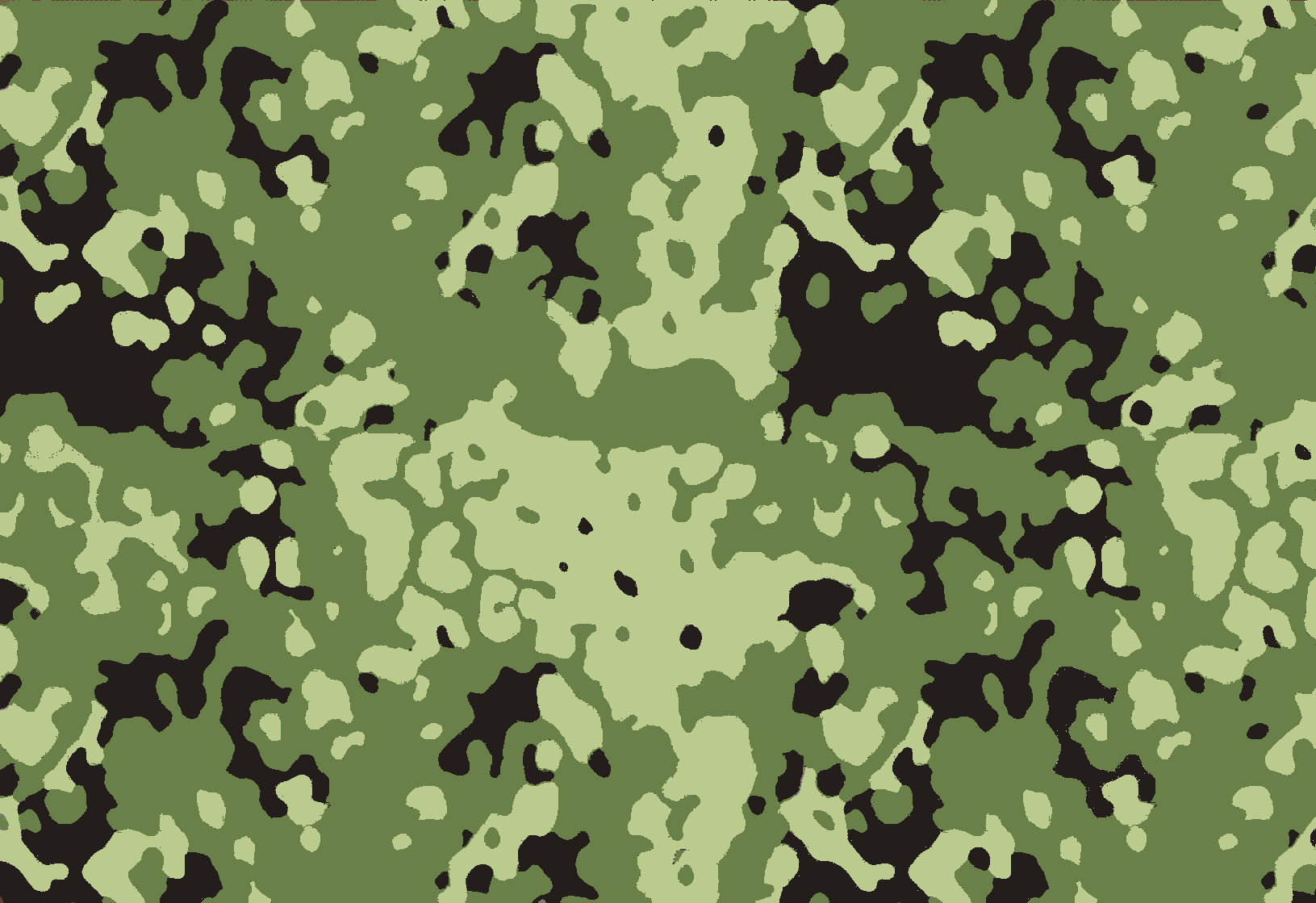
T/90
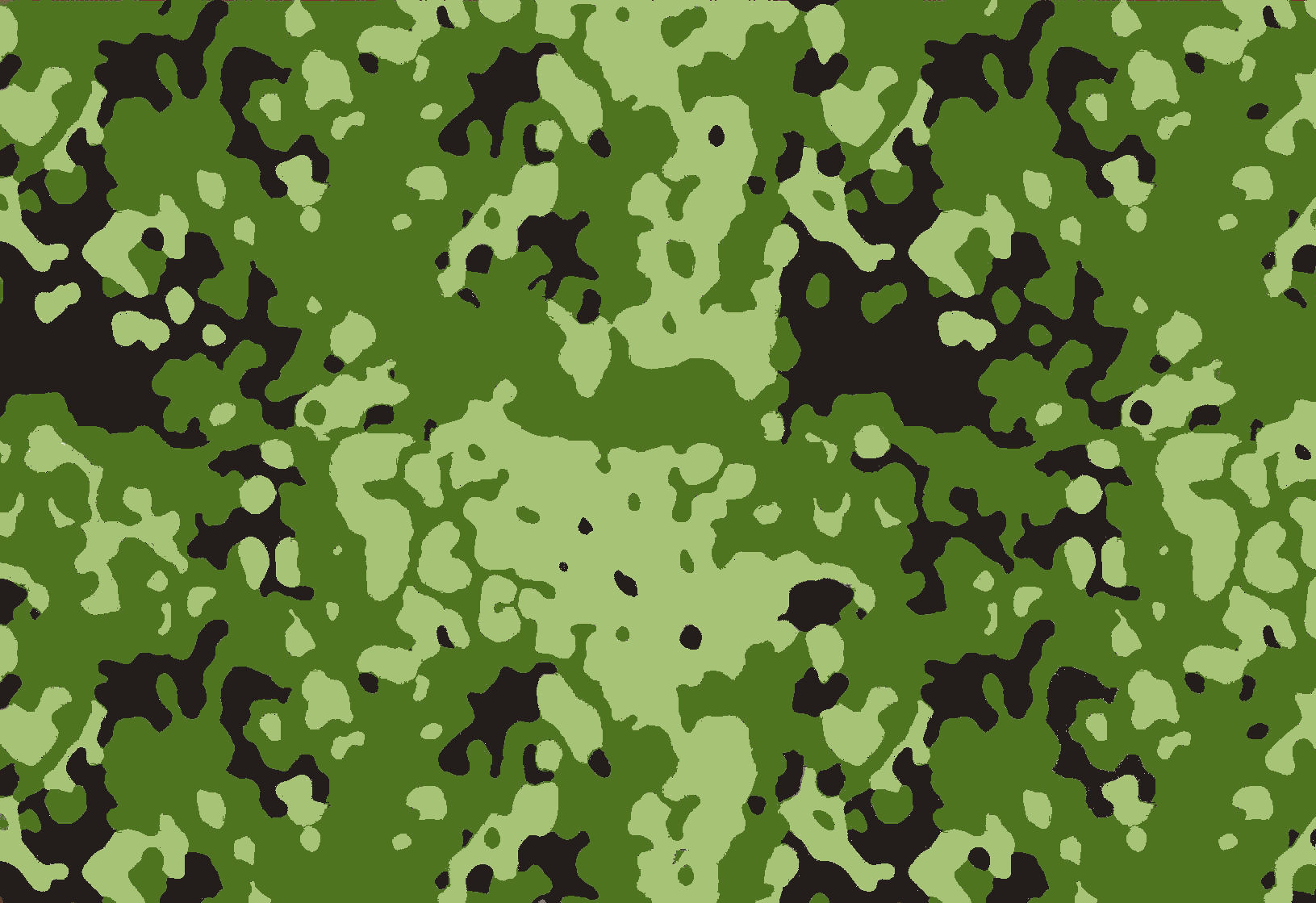
T/96
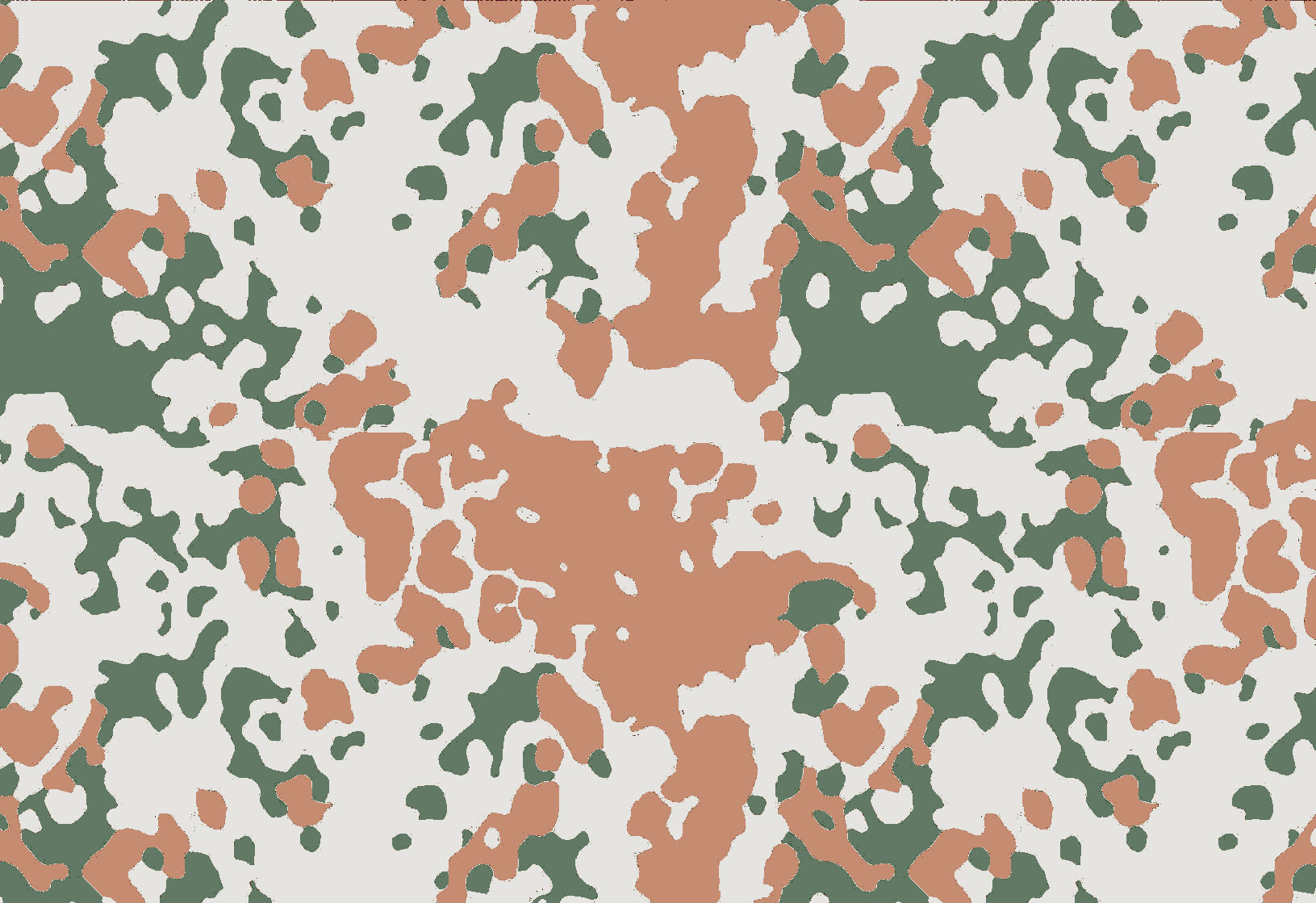
Пустельна версія T/99
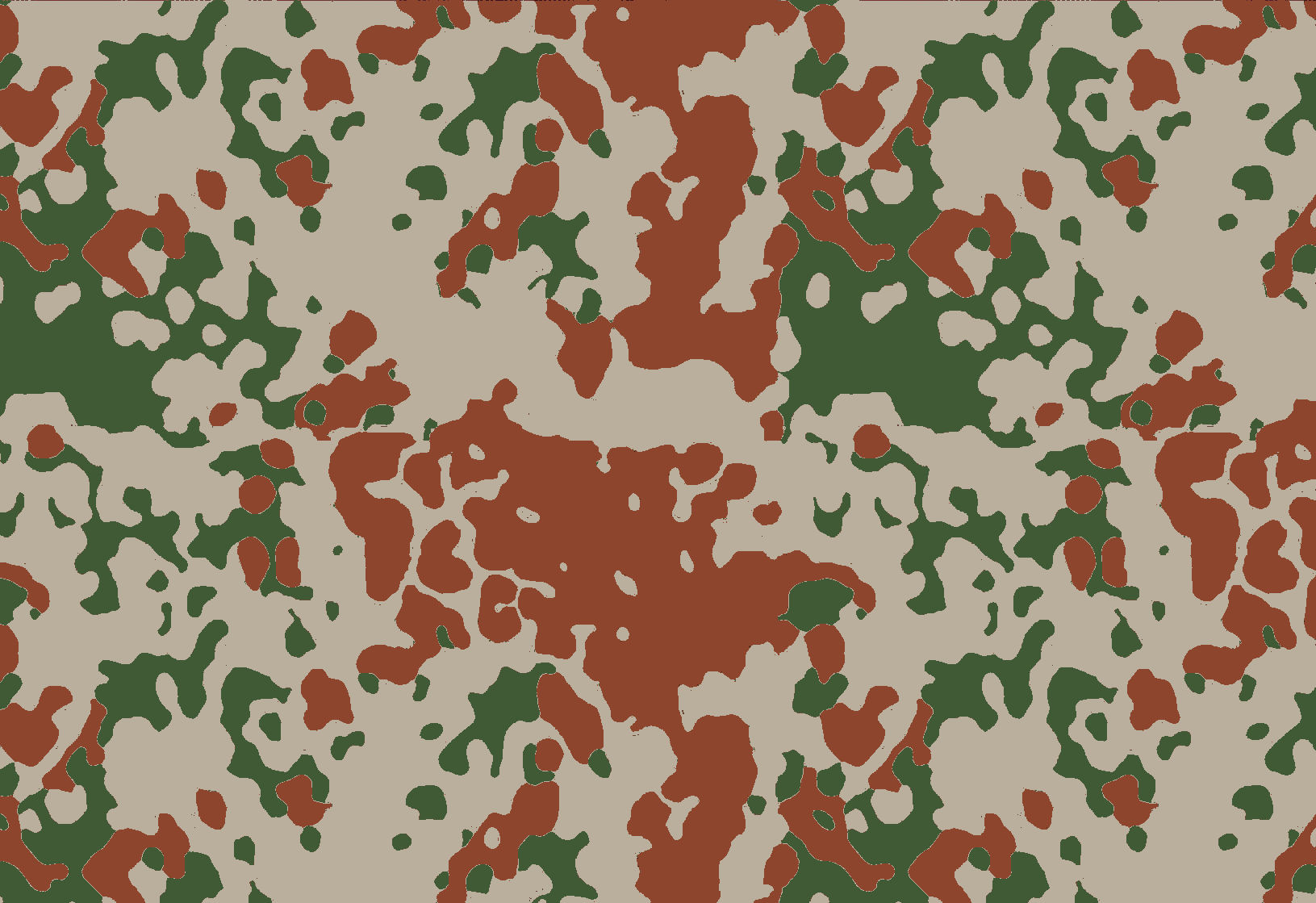
Пустельна версія M/01
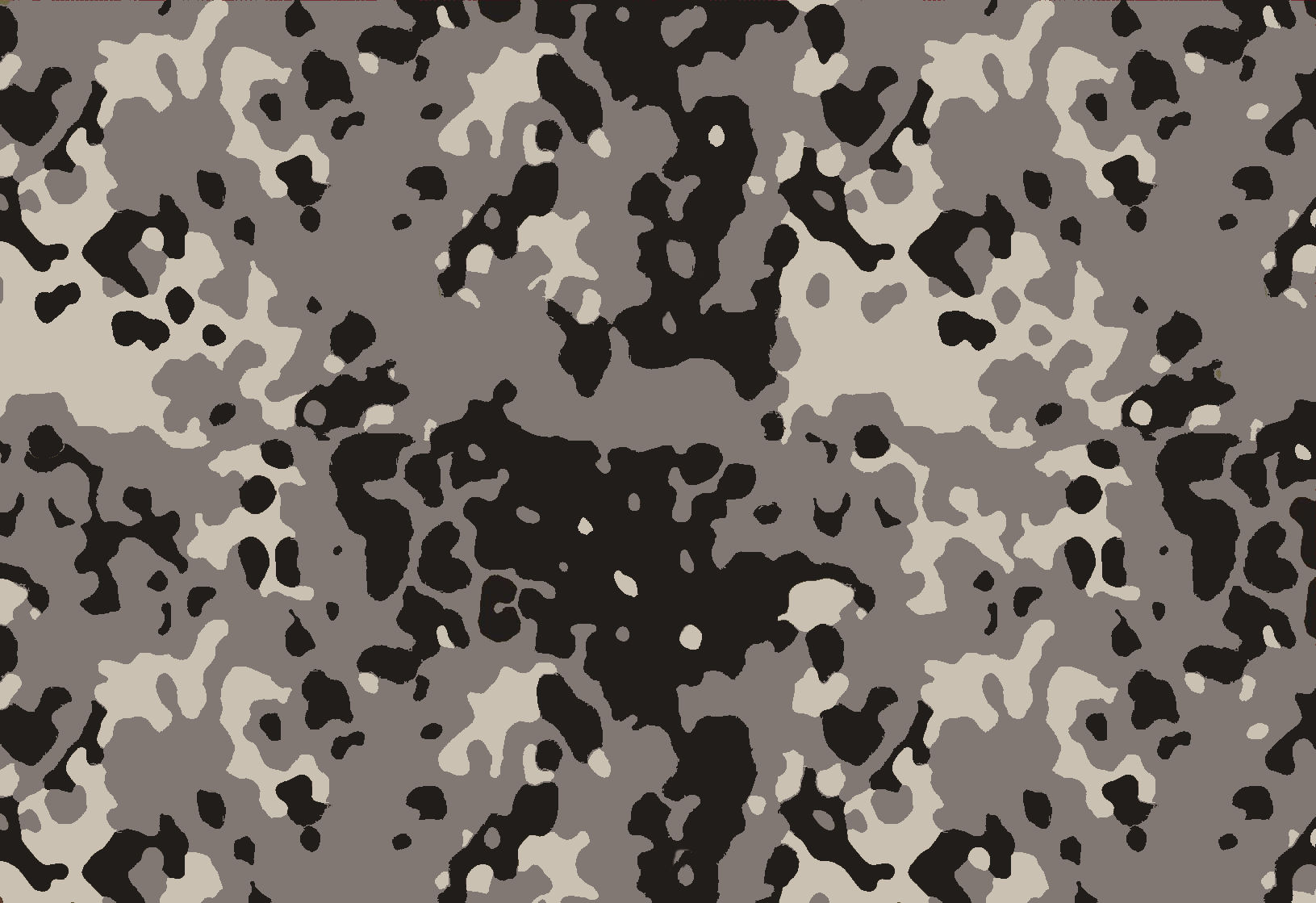
Урбаністична версія
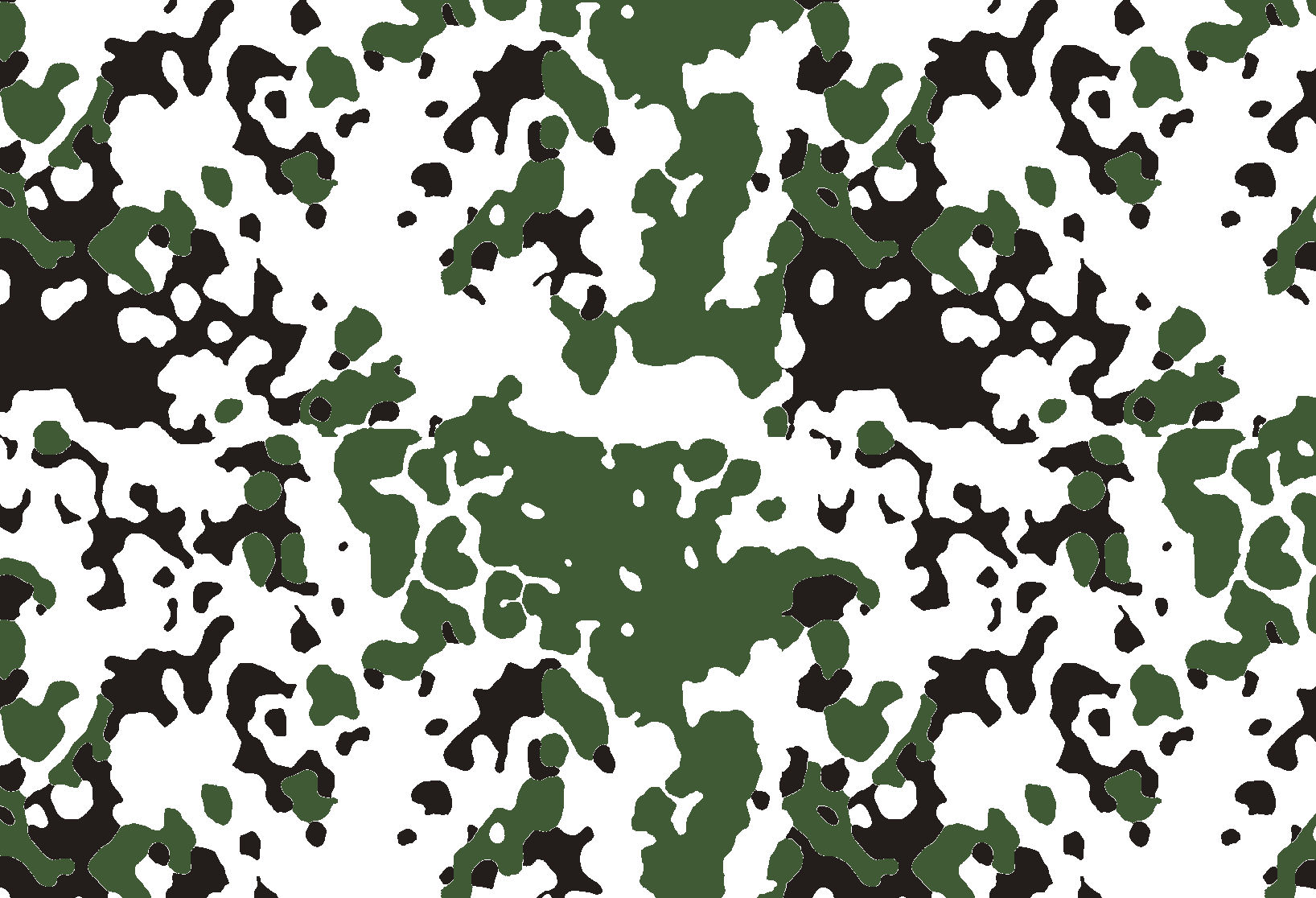
Зимова версія
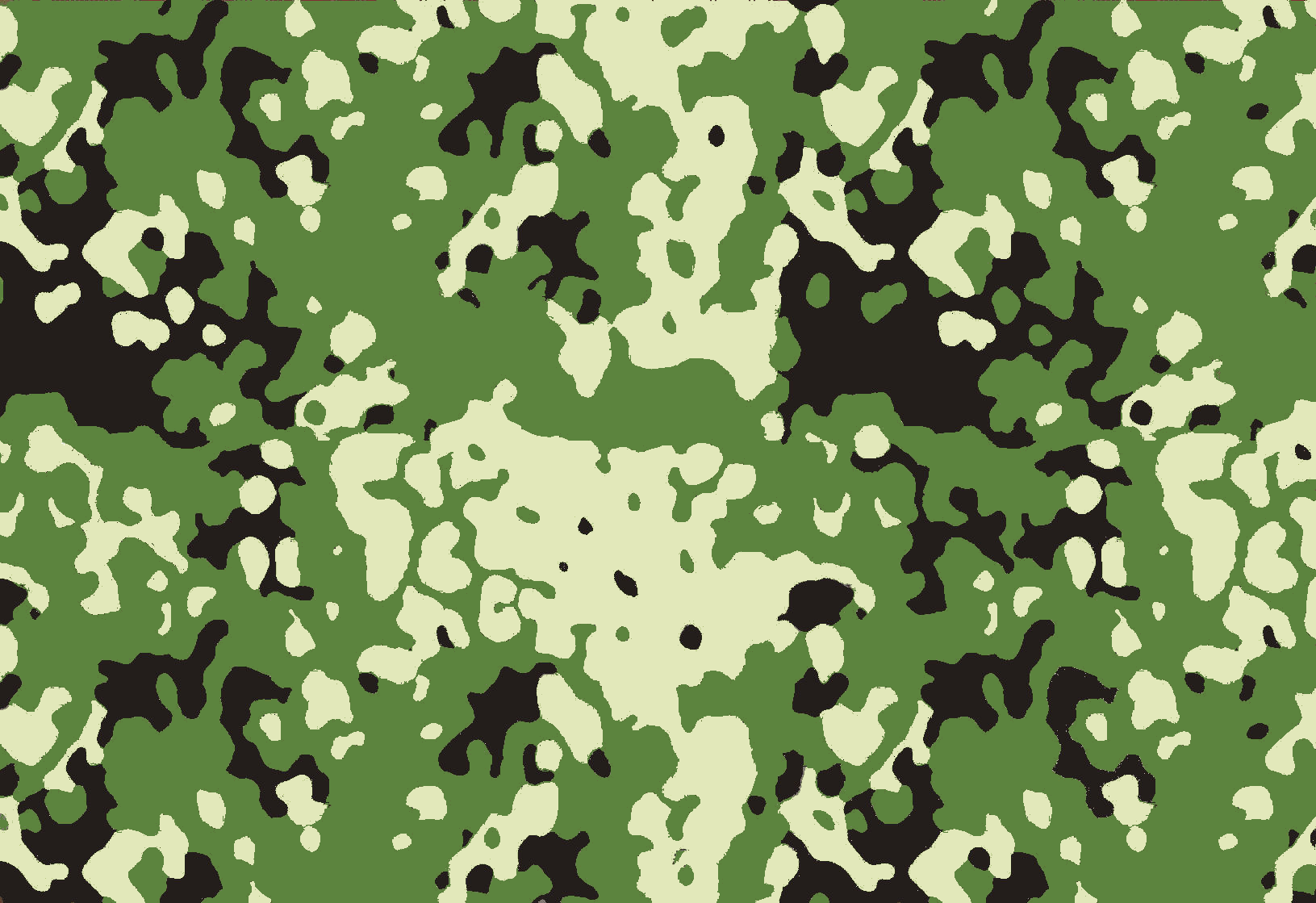
Російська версія Flectar-D

## Виноски
1. ↑  базуючись на зразку німецького камуфляжу Flecktarn B